# Octavio La Faye
Octavio La Faye 18 de noviembre de 1841 - 10 de noviembre de 1902) fue un militar boliviano que sirvió durante la guerra del Pacífico. Aunque su papel en este conflicto fue limitado, entró en acción. Fue partidario del Partido Liberal, ayudando a José Manuel Pando durante la guerra civil boliviana. A lo largo de su vida, también fue empresario, siendo propietario de un gran patrimonio, extensos terrenos y varias plantas industriales.

## Primeros años y carrera militar
La Faye formaba parte de una familia con antecedentes militares; descendía del general Francisco López de Quiroga. Era el hijo del coronel don Juan La Faye, de nacionalidad francesa, y de Ignacia López de Quiroga y Civera. Vio la luz en Cochabamba y completó su educación en su ciudad natal. En 1871, se incorporó como subteniente a las filas rebeldes que acabaron con la dictadura de Mariano Melgarejo ese mismo año. Poco después, en agosto del mismo año, fue promovido al rango de teniente primero, destacando por sus habilidades e inclinación hacia la carrera militar, lo que le valió ascensos rápidos.
En diciembre de 1872, obtuvo el ascenso a capitán graduado; en octubre de 1873, a capitán efectivo; en junio de 1874, a sargento mayor efectivo; en febrero de 1875, a comandante graduado; en junio de 1876, a comandante efectivo; en agosto de 1877, a teniente coronel de caballería. Desde que ingresó al ejército, participó en las guerras civiles que afectaron al país y estuvo presente en las batallas de Chacoma en enero de 1875, contra Quintín Quevedo, así como en la Batalla de Cochabamba el 28 de marzo del mismo año. En 1880, después de la campaña del Pacífico, lideró el regimiento "Húsares de Rocha", donde permaneció durante el gobierno del general Narciso Campero.

## Política
En 1884 tomó el mando del regimiento "Bolívar", que se organizó en septiembre de 1885 fusionando el segundo y tercer escuadrón de caballería. La Faye fue uno de los partidarios del presidente Aniceto Arce cuando se produjo la revolución del 8 de septiembre de 1888, habiendo estado presente en la acción armada de Kari-kari en octubre del mismo año. Por su lealtad al gobierno establecido, las cámaras legislativas lo ascendieron al rango de coronel el 1 de noviembre.En septiembre de 1889, mientras el "Regimiento Bolívar" guarnecía la ciudad de Cochabamba, algunos liberales atacaron el cuartel de esta unidad al grito de "¡Viva el coronel La Faye!". En el tiroteo entre civiles y guardias murieron el capitán de guardia y un soldado. Sin embargo, cuando las tropas reaccionaron contra los atacantes, estos huyeron sufriendo algunas bajas. A raíz de este suceso y de algunas desavenencias políticas con el presidente Arce, La Faye abandonó el ejército, siendo perseguida implacablemente acusada de conspirar contra el orden y la tranquilidad públicos. En 1898, La Faye se puso del lado de los liberales en Cochabamba, en compañía del Dr. Aníbal Capriles y su hermano Julio. Al triunfar en los campos de Paria el 10 de abril de 1899, fue reintegrado al ejército por el presidente José Manuel Pando, siendo ascendido a general de brigada en diciembre de ese mismo año.Esto fue declarado como recompensa por su dedicado trabajo "por la causa sagrada".

## Vida posterior y muerte
En el año 1900, La Faye había acumulado una considerable fortuna gracias a proyectos comerciales exitosos y empezó a invertir en terrenos. Colaboró con Atanasio de Urioste Velasco para llevar la electricidad a Cochabamba, Potosí y Tarija. También abogó por el industrialismo y utilizó sus conexiones francesas para adquirir e importar maquinaria capaz de mejorar de manera significativa la producción. Enfrentó resistencia, especialmente por parte de los artesanos. No obstante, sus compras de tierras permitieron el crecimiento de su negocio. El 22 de enero de 1901, adquirió la totalidad del patrimonio familiar de la familia Daza, el cual quedó en ruinas tras el asesinato de Hilarión Daza en 1894. La Faye falleció en su ciudad natal el 10 de noviembre de 1902, después de haber prestado más de treinta años de servicio en el Ejército boliviano.